# Pseudothyrsocnema panaya
Pseudothyrsocnema panaya är en tvåvingeart som beskrevs av Andy Z. Lehrer 2008. Pseudothyrsocnema panaya ingår i släktet Pseudothyrsocnema och familjen köttflugor.
Artens utbredningsområde är Filippinerna. Inga underarter finns listade i Catalogue of Life.